# حزب الأخوة والاتحاد الجزري
حزب الأخوة والاتحاد الجزري (شوما) (بالقمرية: Chama cha Upvamodja na Mugangna wa Massiwa - CHUMA) هو حزب سياسي في جزر القمر.

## التاريخ
تم تشكيل الحزب في باريس في الثمانينيات من قبل اللجنة الوطنية للإنقاذ العام بقيادة علي كمال المسيلي، والجبهة الوطنية الموحدة لجزر القمر واتحاد جزر القمر.
رشح الحزب كمال لانتخابات 1990 الرئاسية. حل كمال في المركز الثالث من أصل ثمانية مرشحين بنسبة 13.7٪ من الأصوات. في انتخابات 1992 البرلمانية، حصل الحزب على 6.2٪ من الأصوات، وفاز بثلاثة مقاعد من أصل 42. ومع ذلك، في الانتخابات البرلمانية المبكرة في العام التالي، تم تقليص حصته إلى مقعد واحد.
شغل كمال منصب الرئيس بالإنابة لفترة وجيزة في عام 1995، وكان مرشح الحزب مرة أخرى للانتخابات الرئاسية لعام 1996، حيث حل في المركز الرابع من بين 15 مرشحًا بنسبة 8.7٪ من الأصوات. وقاطع الحزب الانتخابات البرلمانية في وقت لاحق من العام.
قام الحزب بحملة للتصويت بـ «لا» في استفتاء عام 2001 على الدستور،  ولكن تمت الموافقة على الدستور الجديد من قبل 77٪ من الناخبين. ترشح كمال للرئاسة مرة أخرى في انتخابات عام 2002. على الرغم من أنه حل في المركز الثالث في الانتخابات التمهيدية في القمر الكبرى وكان يحق له خوض الانتخابات الوطنية، فقد اختار مقاطعة التصويت. قبل الانتخابات البرلمانية لعام 2004، انضم الحزب إلى معسكر الجزر ذاتية الحكم، الذي فاز بـ 27 مقعدًا من 33 مقعدًا.
لم يتقدم الحزب بمرشح للانتخابات الرئاسية لعام 2006، لكنه دعم بدلاً من ذلك إبراهيم حليدي من حركة جزر القمر، وكان كمال أحد زملائه في الانتخابات. حلدي احتل المركز الثاني في الانتخابات. في انتخابات 2010 الرئاسية، دعم الحزب المنتصر إكليل ضنين. حصل الحصل على 277 صوتًا فقط في الانتخابات البرلمانية لعام 2015، وفشل في الفوز بمقعد.